# GroenLinks-PvdA
GroenLinks-PvdA (Kurzbezeichnung: GL-PvdA) ist ein Wahlbündnis in den Niederlanden sowie eine Fraktion in der Ersten Kammer und in der Zweiten Kammer der Generalstaaten. Ihm gehören die politischen Parteien GroenLinks (GL) und Partij van de Arbeid (PvdA) an.

## Geschichte

### Erste Kammer der Generalstaaten
Bereits vor der Senatswahl am 30. Mai 2023 hatten beide Parteien angedeutet, nach der Wahl eine gemeinsame Fraktion im Senat zu bilden. Bei der Wahl, an der die Parteien noch mit getrennten Listen teilnahmen, errangen beide Parteien jeweils sieben Sitze (18,53 % der Stimmen). Ab dem 13. Juni 2023, an dem die Erste Kammer erstmals zusammentrat, bildeten sie eine gemeinsame Fraktion unter der Führung von Paul Rosenmöller (GroenLinks). Mei Li Vos (PvdA) wurde stellvertretende Fraktionsvorsitzende und Fraktionssekretärin.

### Zweite Kammer der Generalstaaten
Die Parteien wollten mit einer Liste und einem Programm an der Parlamentswahl in den Niederlanden 2023 teilnehmen; in einem Mitgliederreferendum stimmten 91,8 % der teilnehmenden GroenLinks-Mitglieder und 87,9 % der PvdA-Mitglieder dafür. Am 20. Juli 2023 stellte sich EU-Kommissar Frans Timmermans als Listenführer für die gemeinsame Liste zur Verfügung. Wenige Wochen später wurde er von beiden Parteivorständen als einziger Kandidat nominiert.
Am 22. August 2023 wurde Timmermans von beiden Parteien zum Listenführer für die Wahlen ernannt. Während der Generaldebatte in der Zweiten Kammer sprach Jesse Klaver im Namen der Parteien. Mit Beginn der Wahlpause am 27. Oktober 2023 wurden die Fraktionen beider Parteien offiziell zusammengelegt, nachdem die Fraktionsmitglieder bereits seit einiger Zeit im Namen der jeweils anderen Fraktion sprachen.
Die gemeinsame Liste gewann bei den Wahlen 25 Sitze und wurde damit die zweitgrößte Partei hinter der PVV von  Geert Wilders.

## Wahlergebnisse
| Jahr | Wahl                | Stimmen   | Stimmenanteil | Anzahl Sitze | Sitze GroenLinks | Sitze PvdA |
| ---- | ------------------- | --------- | ------------- | ------------ | ---------------- | ---------- |
| 2023 | Parlamentswahl 2023 | 1.643.073 | 15,75 %       | 25/150       | 13/150           | 12/150     |
| 2024 | Europawahl 2024     | 1.314.428 | 21,1 %        | 8/31         | 4/31             | 4/31       |